# Хайнрих фон Бюлов-Гартов
Хайнрих фон Бюлов-Гартов (на немски: Heinrich von Bülow, auf Gartow; * пр. 1515; † сл. 1538) е благородник от стария род Бюлов от Мекленбург, господар в Гартов (в Долна Саксония).
Той е син на Георг фон Бюлов († пр. 1516), господар в Гартов, Оебисфелде и Щинтенбург, съветник в Брауншвайг-Люнебург, и първата му съпруга фон Бодендик, дъщеря на Алверих фон Бодендик († ок. 1484) и фон Ландесберген. Брат е на Вико/Виктор фон Бюлов-Гартов-Оебисфелде (* пр. 1510; † 1546) и полубрат на Кристоф фон Бюлов (* пр. 1509; † 1555).

## Фамилия
Хайнрих фон Бюлов-Гартов се жени за Армгард фон Бартенслебен а.д.Х. Волфсбург († 1560). Те имат два сина:
- Бусо фон Бюлов в Гартов-Оебисфелде († 1571), женен за Фредеке фон дер Асебург (* 16 октомври 1534, Швермке; † 4 април 1604, Магдебург); имат син:
  - Хайнрих фон Бюлов (* 1569; † 11 ноември 1625)
- Кристоф фон Бюлов (* пр. 1553; † 1609), женен I. за Илзабе фон дер Шуленбург, II. за Бригита фон Бисмарк; има от първия брак два сина:
  - Виктор Фридрих фон Бюлов (1590 – 1668)
  - Йобст фон Бюлов (пр. 1612 – 1683)